# Stojakovo
Stojakovo (makedonska: Стојаково) är en ort i Nordmakedonien. Den ligger i kommunen Bogdanci, i den sydöstra delen av landet, 130 kilometer sydost om huvudstaden Skopje. Stojakovo ligger 66 meter över havet och antalet invånare är 2 125.